# ラーメン二郎
ラーメン二郎（ラーメンじろう）は、東京都港区三田に本店を構えるラーメン店、およびそこからのれん分けした同名の店舗。店主・創業者である山田拓美が商標を登録している。
本項目では、三田本店のほか、全国各地で「ラーメン二郎〇〇店」を名乗る店舗（直系店）、並びに「二郎系」「二郎インスパイア系」と呼ばれる、ラーメン二郎のスタイルを取り入れたラーメン店舗のジャンルについても記す。

## 歴史
創業は1968年で、東京都目黒区の東急東横線・都立大学駅近くに当初『ラーメン次郎』の名前で開店した。これは開店前年の1967年1月にエースコックから発売されたインスタントラーメン『ラーメン太郎』を捩ったものとされている。
創業者の山田は大田区大森にあった料亭『松浅本店』の和食料理人で、ラーメンについては全く知識がなかった。最初は「ラーメンぐらい何とかなるか」とたかをくくってラーメン店を出店したが、開店当初から半年間は1日あたりの売上が昼前から深夜まで営業しても20杯以下と低迷していた。様子を見かねた近所の中華料理店店主が自分の中華料理店で修業するようにすすめ、山田はそれに応じて3か月間の修行をした。また、近隣にあった雪印乳業の社員子弟学生寮に住んでいた北海道出身の客から受けた助言を参考にして、独自の味を作り出した。提供するラーメンのボリュームと味付け、山田の人柄が学生に受けたことから店は繁盛した。
1970年代には慶應義塾大学三田キャンパスの東南の角にあたる三田通りの三田二丁目交差点に面した店舗に移転。1970年代前半、目黒区による呑川の河川改修工事のために店舗を移転することとなり、客として来ていた慶應義塾大学の学生から情報提供された元洋食屋店舗にて営業を再開した。三田二丁目交差点はJR田町駅前と三田通りを繋ぐ慶應仲通りとの交点でもあり、最寄りの鉄道駅（田町駅と三田駅）と三田キャンパス正門との導線上にあった。ここへの移転の際、看板屋が新店舗の看板の「次郎」とすべきところを間違えて「二郎」と書いてしまったことから、以降はそのまま「ラーメン二郎」表記で通している。
1986年4月発売の山本益博『東京味のグランプリ〈1986〉』で山本は飲食店を星の数で評価した際、ラーメン二郎は無星の評価だった。1986年発売の『週刊少年マガジン』50号掲載の『ミスター味っ子』「焦がしネギの風味」の扉絵でぶたダブルが描かれており、慶應大学出身者である作者の寺沢大介が「ラーメンの帝王」というフレーズを使った紹介文を添えている。1996年4月20日発売の『島耕作の優雅な1日』では、作者の弘兼憲史がラーメン二郎について取材した内容をイラスト入りでレポートした。 
1990年代に三田通りの拡幅計画が実施される見通しとなり、これによって二郎も影響を受けることが判明したため、山田は店を閉めることを考えたが、常連客は店の継続を望み、地元慶應義塾大学の学生有志は当時改装が予定されていた慶應義塾大学西校舎学生食堂へ誘致の署名活動を1990年代前半に行ったが「学内の食堂に塾生以外の外部の客行列ができるのはまずい」など諸般の事情で実現に至らず、三田通りの店舗は1996年（平成8年）2月末に閉店した。同年6月から桜田通り沿い（慶應義塾大学正門西側）に移転し、営業を再開したのが現在の三田本店である。
2003年には「ラーメン二郎」の名称が商標登録され、権利者は「山田拓美」、区分は「ラーメンを主とする飲食物の提供」で、登録日は2003年（平成15年）3月14日である。
2009年（平成21年）には、イギリス『ガーディアン』紙の「世界で食べるべき50の料理」に選ばれている。
2019年（平成31年）には、創業店主の山田拓美の長年の功績を称え、「慶應義塾特選塾員」に表彰された。
2022年（令和4年）3月30日、ラーメン二郎と創業者の山田拓美の実像に迫るドキュメンタリー番組 NONFIX『ラーメン二郎という奇跡 〜総帥・山田拓美の“遺言”〜』がフジテレビにて放送。本来ラーメン二郎は取材拒否の店だが、2019年2月に慶應義塾大学から特選塾員に選任されたことを記念し、山田拓美の人柄と功績を形に残すことを目的として、特別に番組が制作されることとなった。よって、「ラーメン二郎」は、今後も取材については従来通りお断りするという。
2023年4月19日（日本時間）に発表された国際メディアコンクール「ニューヨークフェスティバル」にて、ドキュメンタリー・BIOGRAPHY／PROFILES（人物／伝記）部門で、NONFIX『ラーメン二郎という奇跡 〜総帥・山田拓美の“遺言”〜』が銅賞を受賞した。

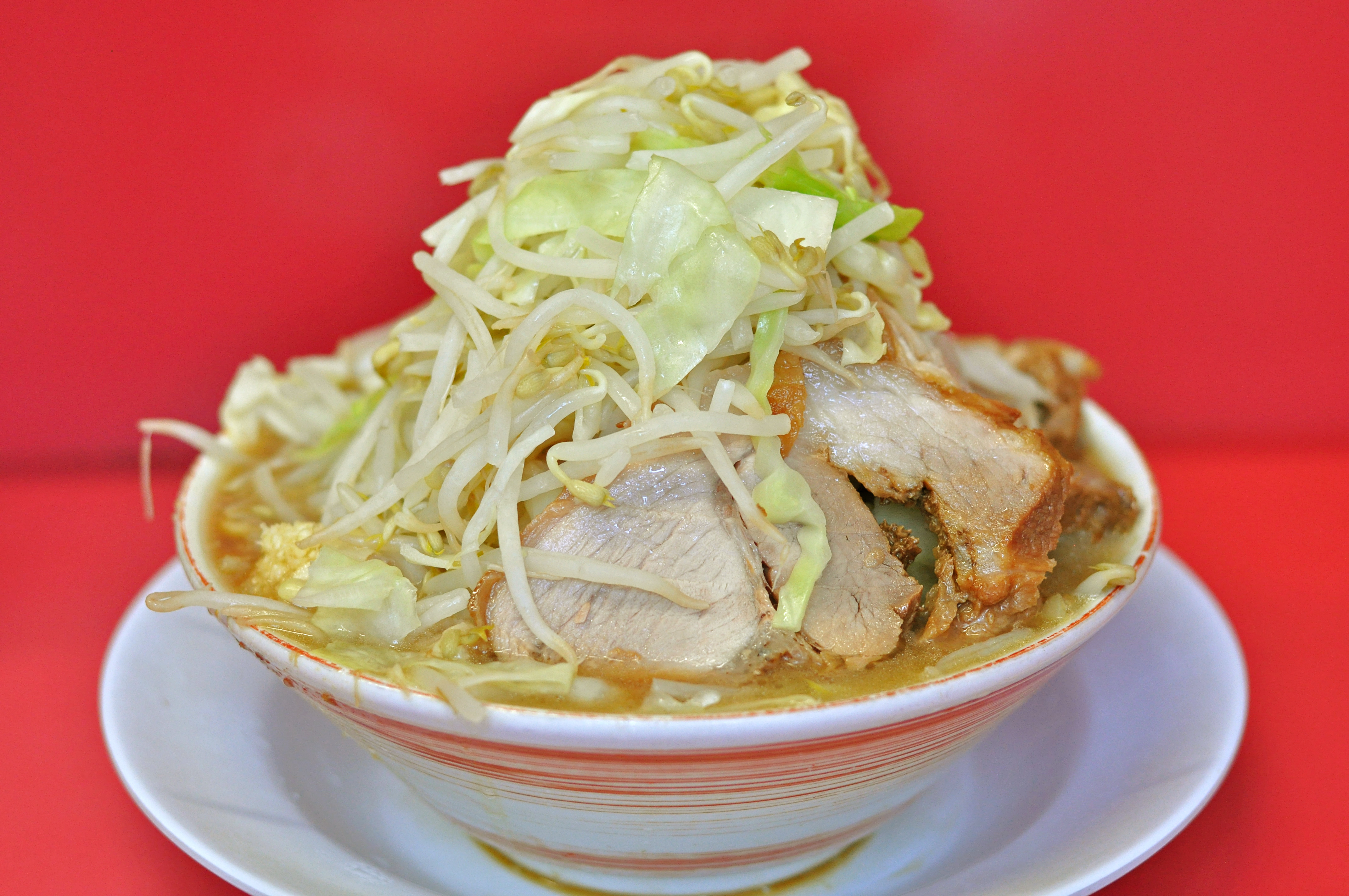
ラーメン二郎大宮店のラーメン全マシ
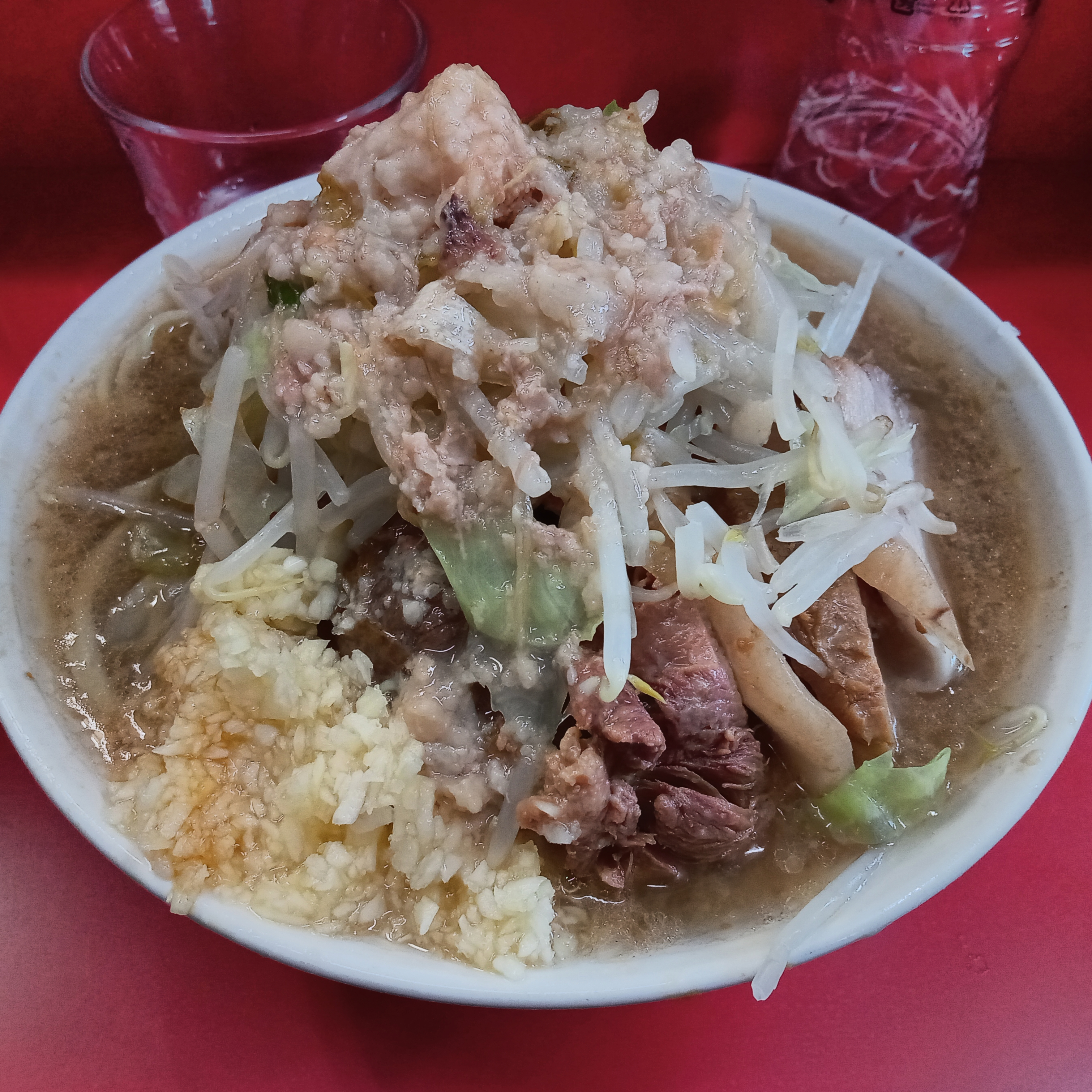
ラーメン二郎三田本店のラーメン
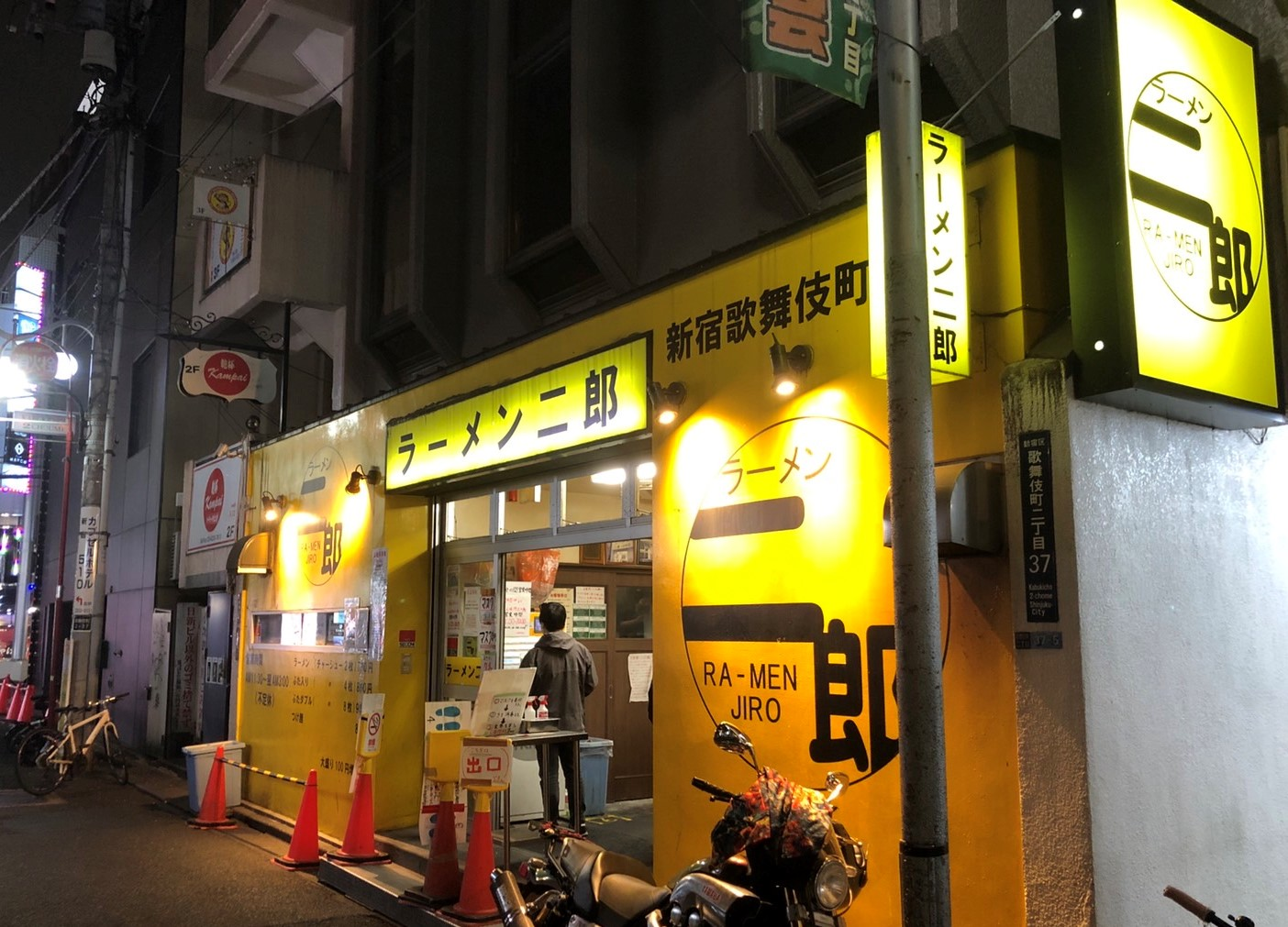
ラーメン二郎新宿歌舞伎町店（2022年3月17日撮影）
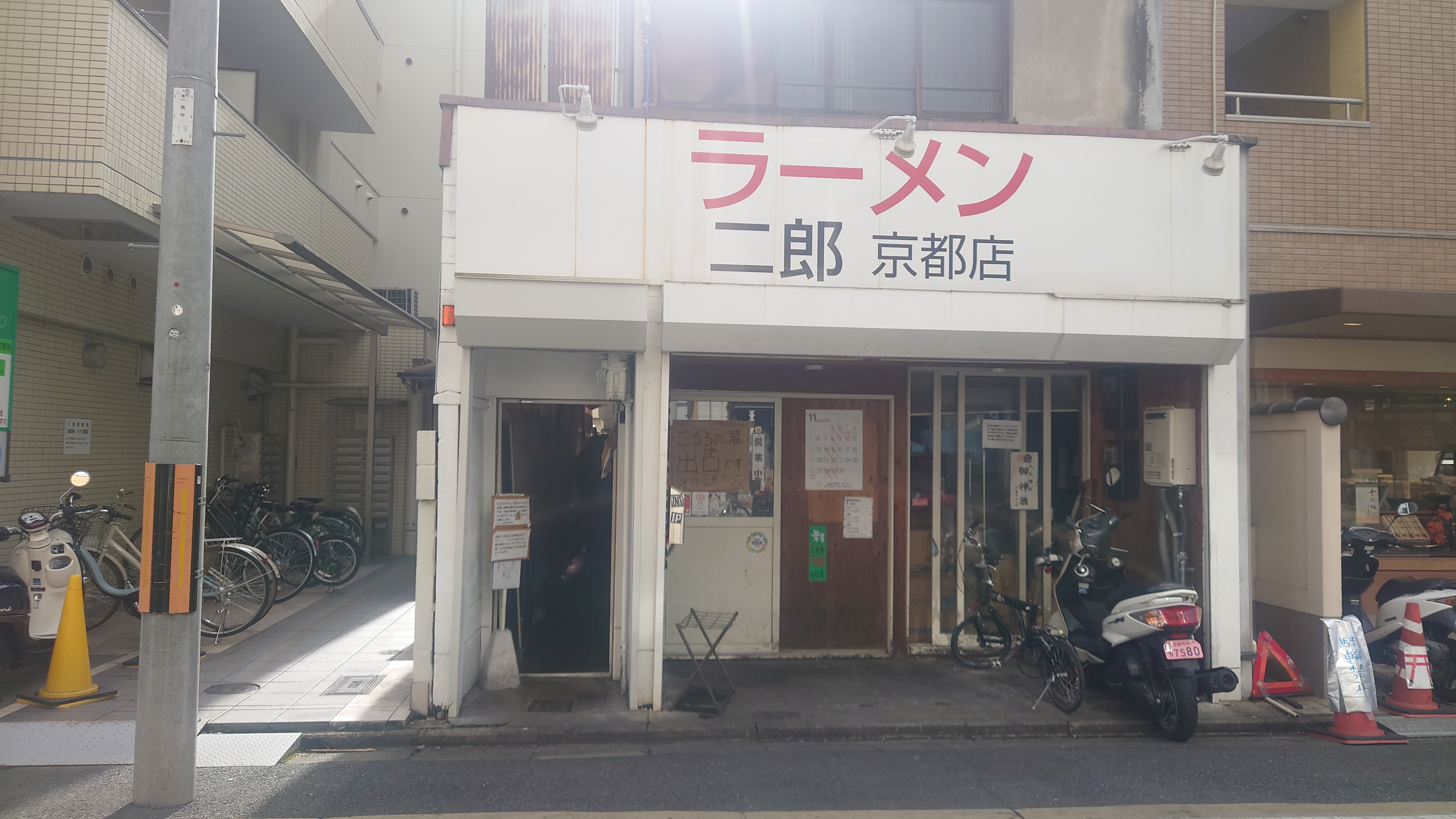
ラーメン二郎京都店。看板交換後（2023年11月11日撮影）

## 特徴

### 店舗
店舗名看板は黄色に黒文字と赤文字でラーメン二郎と表記されていることが多いが、黒文字のみの店舗も存在する。（京都店は開業当初は二郎標準のものであったが、のちに京都府の景観条例の関係で白色で黒字及び赤字に差し替えられている）、カウンターは赤色である事が多い。前払いの食券制（プラスチック製札式。一部の店舗は感熱紙チケット方式）であり、麺量・豚量・トッピングによって色分けされている。社訓があり、店内に掲出、また従業員が社訓をあしらったシャツを着ている店舗がある。。

### メニュー
提供されるのは豚骨ベースの醤油味のラーメンが主であり、メニューは麺の量とチャーシュー（「ブタ」または「ぶた」と表記される）の量の組み合わせで構成されている。
- 具は野菜（モヤシとキャベツ）と「ぶた」とよばれるチャーシューが載せられる。
- スープはチャーシュー用の豚肉や豚骨にキャベツの芯やニンニクなどの香味野菜、背脂を煮込んで作られる。豚の脂が混ざり脂肪分が多い。そのスープの調整に加えられるタレはチャーシューの煮汁をベースにした醤油味で、以前、千葉県の柴崎味噌醤油店[23]が製造しカネシ商事[24][25]が販売していた「ラーメン二郎専用醤油」とラベルに表示されている醤油を使用していた[26][27][注釈 3]。現在は株式会社エフゼット[注釈 4]による「ラーメン二郎専用しょうゆ」及び「ラーメン二郎専用みりん風調味料」を使用している。
- 麺は基本的にかなり太く、ごわごわした平打ち麺となっている。三田本店を含めた全ての店舗で自家製麺を行い、原材料として日清製粉の強力粉「オーション」を使用している[19]。オーションは中華麺の製麺で使われることは本来稀である[注釈 5]が、現在の日清製粉のホームページではラーメン二郎風中華麺の再現を主な用途として案内している[29]。

ラーメン二郎では基本的に、通常のラーメンのことを小（しょう）、大盛りラーメンのことを大（だい）と呼んでおり、中や普通、並といったメニューはない。また、小といっても一般的なラーメンに比べると、小で普通のラーメンの特盛かそれ以上、大で普通のラーメンの大盛り2杯分相当と量が多い。
三田本店以外の店舗では、味噌味・塩味・カレー風味、つけ麺や汁なし（油そばに似たメニュー。タレに背油や辛味、ネギなどを加え、少量のスープで伸ばしたものを麺に絡めて食べる。）、つけ味（スープにつけ麺のつけ汁を使用したメニュー）などのメニュー、あるいは生卵や生姜、チーズなどの有料トッピングも取り扱っている（実施内容や期間、価格は店舗により異なる）。また、小サイズより更に少ないサイズを選択できたり、チャーシューの枚数を調整できる店舗も存在する。
店舗によっては店の前に烏龍茶を主として多く扱う自販機があり、そこで購入した飲み物を持ち込めることもある。

### トッピングやカスタマイズ
基本的に、無料で追加できるトッピングはニンニクのみ。提供前に店員が客に向けて「ニンニク入れますか?」などと声を掛けるので、入れるか否かを答えるだけで注文が完結する。
ほとんどの店舗では、トッピングを聞かれた際に以下の4つを無料で変更することが大抵可能である。
- ヤサイ - 具の野菜（キャベツ・もやし）の量の増減。
- ニンニク - みじん切りないしすりおろした生ニンニクが丼に入れられる。
- アブラ - スープを作る際に一緒に煮込まれ砕かれた粒状の背脂を追加してくれる。店舗によっては別途醤油などで味付けされた背脂の塊が丼内や別皿で供される。
- カラメ - ラーメンで使用するタレ（カエシ）を上から回しかけ、さらに濃い味に調製すること。

これらは常連から始まった加減の要望であるが、いつしか一般化し、独特の注文の仕方からインターネット上では“呪文”（「ヤサイマシマシニンニクカラメスコシ」等）と呼ばれる。
麺量については、食券提出時あるいは食券確認時などに「麺少なめ」「麺半分」などといった要望を告げれば受け付けてくれる。食券を提示する際に申し出れば基本のラーメンより「味薄め」「麺かため」「油濃さ薄め」「背脂少なめ」などと、基本量や麺の茹で始めのタイミングで加減をしてくれる店舗もある。

### 用語

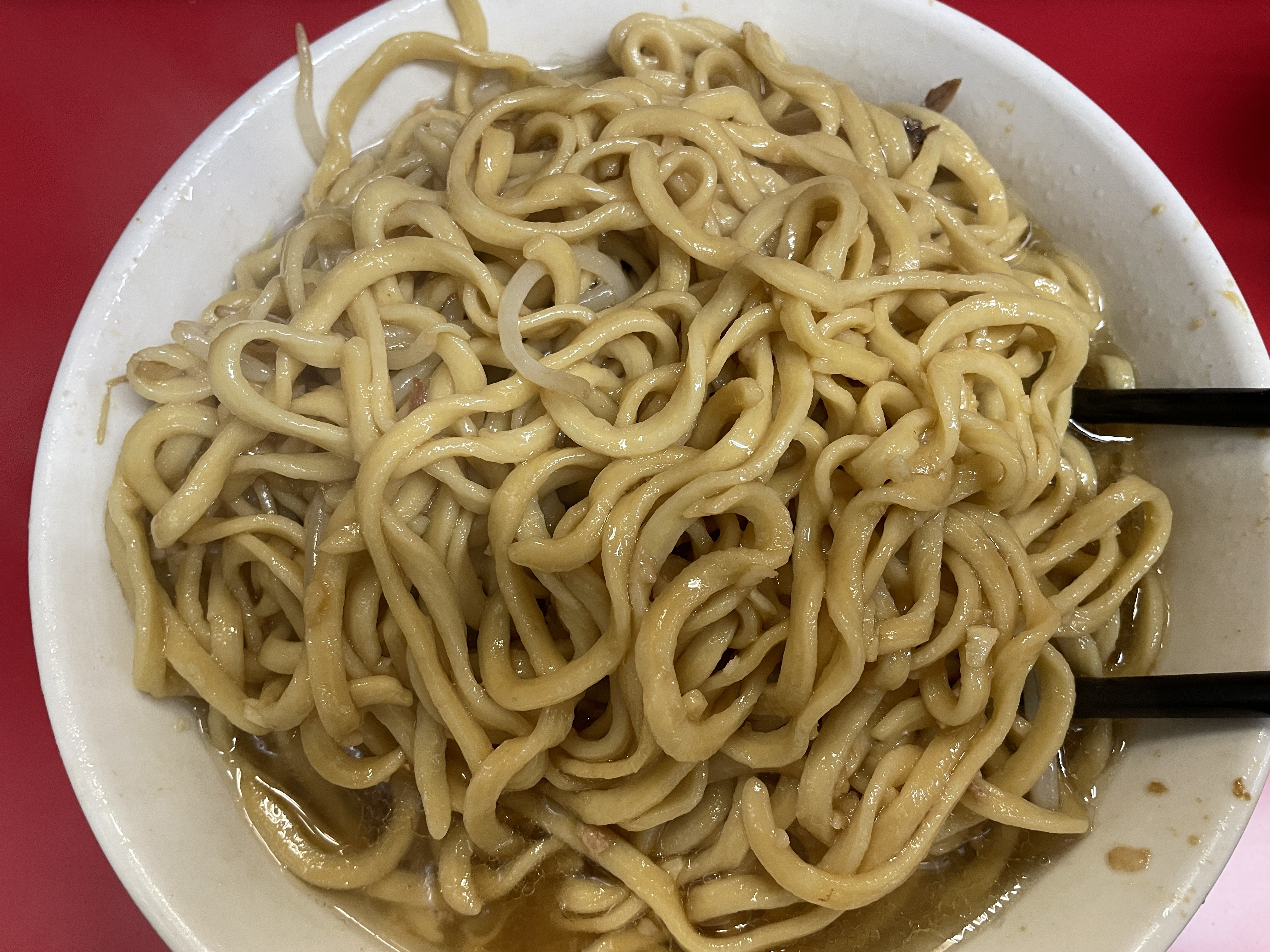
天地返しの一例

ジロリアン
下記の条件のいずれかに該当する一部のラーメン二郎ファンを「ジロリアン」と表現することがある。
- 熱狂的なラーメン二郎ファン、またラーメンが好きなのではなくラーメン二郎が好きで、ラーメン二郎を食べ歩く人。おたくのように傾倒したり、魅了されたり、こよなく愛していたりする人。ソウルフードとしている人。女性の場合はジロリアンヌとなる。
- 勝手にルールを作るカルト的なファン。

ライターの速水健朗は、彼らの多くが「二郎のラーメンが特別に美味しいわけではないが、食べずにいられない」「二郎はラーメンではなく二郎という食べ物である」といった価値観を持っていることを指摘し、ラーメン二郎を食べることを修業とし、巡業のように何度も訪れたり各地を回る「信者」のようだと考察している。また、ラーメン二郎は他の多くのラーメンチェーン店と違って店舗ごとに味が異なるため、様々な店舗を訪れてその味の違いなどの情報交換をインターネット上（ブログなど）で行ってコミュニケーションの素材として楽しんでいる。このようにジロリアンはラーメン二郎を「勝手なルールを元にしたゲーム」のように消費している面があるという。
総帥
ラーメン二郎の創業者である山田拓美のこと。
鍋二郎
ラーメン二郎でスープと麺を、持参した鍋で持ち帰ること。極少数の店舗によって行われている。過去、三田本店では列に並ばず、裏口から金額を自己申告すれば鍋に盛ってもらうことができたが全面禁止となった。
持ち帰り
前述の鍋二郎とは別に、一部の店舗において長期連休前や何らかの企画（チャリティーイベントなど）において、生麺、豚を販売する事があるが、2020年4月以降の新型コロナウイルス感染症拡大の影響によるテイクアウト需要の増加により、店舗において生麺、豚肉、調理済みスープがセットとなった（基準。店舗によっては具の野菜がつく）のを販売を開始した。店舗によっては2021年に入っても継続して販売しているが、常時販売している店舗のほか、曜日及び時間限定で不定期に販売する店舗が存在する。
家二郎
ラーメン二郎のファンが、その味の再現を目指して自宅で作る二郎風ラーメンを意味する語（テイクアウト専門店や通販などで購入できる二郎風ラーメン、あるいは二郎を模した即席めん類をそのように、あるいは「ジェネリック二郎」と呼称することもあり、前述の「鍋二郎」とは区別される）。
天地返し

スープから麺を引き上げ、盛られたトッピング（主に野菜）を代わりに沈める動作のこと。二郎の中華麺は非常にスープが染み込む特徴があり、スープから引き上げることで麺のかさが増えることを防ぐ効果があるとされる。また、液面より上に盛られた野菜にスープの味が付く。箸とレンゲを使って丼の中身を反転させる様子から名付けられたと思われる。なお店舗によってはレンゲが常備されていない店があるため、この動作がやりにくい場合がある。
ロット
一度の麺茹でで提供できる麺量、及びそれに対応した人数のこと。ラーメン二郎では大釜で一定人数分の麺をまとめて茹でて提供しており、太麺で茹で上げに時間がかかること、ほとんどの店舗がカウンター席中心の小規模店舗であることから、行列の時点で必要な麺量を確認し、客の着席前に見込みで麺を茹で始めるため、「ロット」が一定でないと客の回転効率が悪くなると共に、予め茹でたものの提供できなかった麺を廃棄せざるを得なくなる場合もある。このため、注文に戸惑ったり食べるスピードが遅く、着席から退店まで時間のかかる客（いわゆる「ロット乱し」）が嫌われる傾向にある。2025年にはラーメン二郎府中店のSNS担当が「最近、極端にゆっくり食べている方が増えまして、ロット乱れたりお店としても困っています。お食事は『最大』で20分以内にお願いします」と投稿、その後のやりとりもあって炎上騒動となった。

## 三田本店以外のラーメン二郎
三田本店以外にもラーメン二郎と名乗る店舗が複数存在する。基本的にのれん分けによるもので、三田本店で修行した人（弟子）や、それらの弟子が開店した二郎直系店で修行した人が「ラーメン二郎」の名称を使用して出店している。後述の「二郎系」と区別する目的で「直系」と称することがある。
各店舗、営業時間中は修行を経験した責任者が厨房に立つ鉄則に従っており、経営はそれぞれ独立して行っている。いわゆるフランチャイズ形態と呼べるものであり、三田本店に対して「加盟登録料」と定額のロイヤルティーを納める形態となっているものの、山田拓美の「お客さんだけではなく店主にも世間並みかそれ以上の幸せになってほしい」との考えから、これらの費用は一般的なフランチャイズチェーンに比べて破格に抑えてあるという。

## 二郎（インスパイア）系
直系店の他に、ラーメン二郎に似たラーメンを提供する「二郎系」「二郎インスパイア系」と表現されるラーメン店も複数存在している。ラーメン二郎の商標との抵触を避ける目的からか、自称としては「二郎」の表記を避け、「G郎」のような類音にしたり、「濃厚豚骨醤油」のようにスープの特徴をメニュー名にする店も多い。本店や系列店のラーメンを好きあるいは食べてみたいものの、自分にとっては量が多い、注文時のコールや食べるペース（「ロット」）でのルールに苦手感があるといった消費者が、通販取り寄せを含めて利用している旨に言及した雑誌記事もある。
インスパイア系の中には過去「ラーメン二郎」を名乗っていながら実際には三田本店とは無関係の店舗もあったが、ラーメン二郎の商標登録に前後して店舗名を変更している。近年、インスパイア店は関東以外の地方でも増加傾向にある。「二郎インスパイア」系店舗については元々山田拓美も容認していたが、取り組みが酷い店舗に対しては不正競争防止法に基づく民事訴訟も辞さないスタンスに移行しつつある。
「二郎系」「二郎インスパイア系」の店舗は以下のような系譜を汲む。
- 亜流 - 弟子、孫弟子の派生店。及び、屋号は違うが、ラーメン二郎直系店舗の流れを汲む店舗。
  - a. 直系で支店だったものが後に独立 - ラーメン○二郎（←初代赤羽店）→ラーメン富士丸[54][注釈 8]
  - b. 直系店舗で修行したが、二郎の名を継がずに自己流アレンジ加えて独立した店 - いごっそう、ラーメンピース等
  - c. 直系店舗だったが、不祥事などを起こして破門に伴い独立を余儀なくされ店名を変更 - 526こじろう（←武蔵小杉店）
  - d. 直系ではなく、孫弟子以降だが師匠を辿ると山田拓美にたどり着く - 夢を語れ
- インスパイア系 - 直系での修行が無く、上記の店に似せて二郎風のラーメンを提供する店。ただし、インスパイア系チェーン店舗の一部に亜流の要件を満たす者が勤務しているケースは存在する。また、インスパイア系の店主が三田本店で修行し直して「直系」となった店舗も存在する[51]。
  - a. 有限会社ジローフードシステムが「ラーメン二郎」の屋号で展開していた店舗（通称「フーズ系」）[注釈 9] - ラーメン〇〇店。
  - b. 株式会社フューチャー・ファクトリーが「ラーメン二郎」の屋号で展開していた店舗（通称「堀切系」）[注釈 10] - ラーメン大
  - c. 直系店と接点がなく、かつ「ラーメン二郎」の屋号を名乗ったことのない店舗 - 千里眼、鷹の目、バリ男、ジャンクガレッジ、ラーメン豚山等

## 店舗一覧（2025年3月時点）

### 現行の店舗(44店舗）
- 三田本店（東京都港区） - 基本として昼の部営業時は創業者の山田拓美が厨房に入り、夜の部営業時は息子の山田幹男が厨房に入る。
- 目黒店（東京都目黒区） - 1995年7月開店。
- 仙川店（東京都調布市） - 1995年10月開店。2005年1月より、現店主が2代目に就く。
- 新宿歌舞伎町店（旧・歌舞伎町店）（東京都新宿区） - 2016年10月、店舗を移転し、支店名を改称。有限会社エヌエス・プランニング[57]により運営されているが、店主が二郎での修行経験を有する直系店である。
- 品川店（東京都品川区） - 1997年10月開店。かつては上述のジローフードシステムにより運営されていた（所謂フーズ系）が、店名の商標登録に伴い店主が改めて三田本店での修行に入り、直系店となった。
- 新宿小滝橋通り店（東京都新宿区）- フーズ系であったが、品川店と同様の経緯で直系店となった。
- 環七新新代田店（旧・環七新代田店）（東京都世田谷区） - 2000年1月開店。2015年5月より、現店主が2代目に就き、支店名を改称。
- 八王子野猿街道店2（旧・八王子野猿街道店）（東京都八王子市） - 2000年8月開店。2006年6月に店舗を移転し、支店名を改称。店主の実父は、新小金井街道店店主であった。
- 池袋店（東京都豊島区） - 新宿歌舞伎町店同様有限会社エヌエス・プランニング[57]により運営されている。
- 亀戸店（東京都江東区） - 2013年4月より、現店主が2代目に就く。実兄は湘南藤沢店店主である。2022年、二郎として初めての公式YouTubeチャンネル「ラーメン二郎亀戸店」を開設した。
- 京急川崎店（神奈川県川崎市川崎区） - 2001年4月開店。
- 府中店（東京都府中市） - 2005年に当時の店舗が入っていたテナントの2階へ移動。2006年に店舗を移転。
- 松戸駅前店（千葉県松戸市） - 新規開店時の店主はのちの赤羽店（2代）の店主。2012年3月に赤羽店開店により現在の新潟店店主が2代目に就くが、2015年8月に新潟店開店により現店主が3代目に就く。
- めじろ台店（旧・めじろ台法政大学前店）（東京都八王子市） - 2002年5月開店。2017年5月、店舗を移転し、支店名を改称。2023年6月より、現店主が2代目に就く。
- 荻窪店（東京都杉並区） - 2002年10月開店。2016年1月より、現店主が2代目に就く。
- 上野毛店（東京都世田谷区） - 2002年11月開店。2006年8月より、現店主が2代目に就く。
- 京成大久保店（千葉県船橋市） - 2002年12月開店。
- 環七一之江店（東京都江戸川区） - 2003年11月開店。
- 相模大野店（旧・相模大野駅前店）（神奈川県相模原市南区） - 2009年7月、店舗を移転し、支店名を改称。
- 横浜関内店（神奈川県横浜市中区）
- 神田神保町店（東京都千代田区） - 2017年12月、店舗を移転。
- 小岩店（東京都江戸川区）
- ひばりヶ丘駅前店（東京都西東京市）
- 栃木街道店（栃木県下都賀郡壬生町）
- 立川店（東京都立川市）- 2008年4月開店。2014年〜2018年、2020年〜2023年に長期休業。2023年1月より新店主のもと営業再開。
- 千住大橋駅前店（東京都足立区）
- 柏店（千葉県柏市） - 2022年12月まで茨城県守谷市で営業していた茨城守谷店が移転し、2023年1月開店。
- 湘南藤沢店（神奈川県藤沢市） - 2010年3月開店。実弟は亀戸店店主である。
- 西台駅前店（東京都板橋区） - 2010年6月開店。2016年10月、店舗上の都営地下鉄三田線高架橋脚耐震補強工事とそれに伴う店舗改築の為、仮店舗へ移転。2018年11月、工事完了により、元の場所へ再移転。
- 中山駅前店（神奈川県横浜市緑区） -  2010年12月開店。
- 仙台店2（宮城県仙台市青葉区） - 2011年10月開店。東北地方初出店。2025年4月、店舗を移転し、支店名を改称。
- 札幌店（北海道札幌市北区） -  2013年3月開店。本州以外での初出店。
- 会津若松駅前店（福島県会津若松市） - 2014年9月開店。
- 新潟店（新潟県新潟市中央区） - 2015年11月開店。中部地方初出店。
- 川越店（埼玉県川越市） -  2017年3月開店。
- 京都店（京都府京都市左京区） -  2017年4月開店。西日本初出店。
- 越谷店（埼玉県越谷市） - 2019年3月開店。
- 前橋千代田町店（群馬県前橋市） - 2019年10月開店。
- 千葉店（千葉県千葉市中央区） - 2020年6月開店。
- 大宮公園駅前店（埼玉県さいたま市大宮区） - 2020年6月開店。店主はかつての大宮店店主（現「肉うどん さんすけ」店主）の実弟である。
- ひたちなか店（茨城県ひたちなか市） - 2021年12月開店。
- 一橋学園店 （東京都小平市） - 2022年8月開店。
- 生田駅前店　(神奈川県川崎市多摩区)  - 2023年5月開店。
- 朝倉街道駅前店（福岡県筑紫野市） - 2024年12月開店。九州初出店。現時点で日本国内最西端にある店舗となる。

### かつてあった店舗
- 吉祥寺店（東京都武蔵野市） - 1986年開店。2001年4月に「ラーメン生郎」として独立。2015年4月閉店。「ラーメン生郎」となったのは、近隣にある成蹊大学の学生の悪戯によって看板の文字を赤テープで「ラブメン生郎」と読めるように書き加えられたことによる。跡地には「成蹊前ラーメン」が2015年6月に開業、二郎系であるのみならず、黄色地に赤い文字の看板というスタイルも踏襲している。
- 赤羽店（初代）（東京都北区） - 1991年開店。2001年に「ラーメン◯二」→「ラーメンマルジ」→「ラーメン富士丸」として独立[注釈 11]。（2012年から2017年まで存在した店舗（2代）とは別）
- 武蔵小杉店（神奈川県川崎市中原区） - 1996年5月開店。2011年1月に「ラーメン こじろう526武蔵小杉店」として独立。
- 代々木店（東京都渋谷区） - 1998年9月開店。1999年4月閉店。
- 町田店（東京都町田市） - 1999年3月開店。2002年9月に閉店。2003年、静岡県富士市に「ラーメン大山」を開業。
- 高田馬場店（東京都豊島区） - 2002年5月開店。2010年1月移転。2013年3月閉店。
- 大宮店（埼玉県さいたま市大宮区） - 2008年8月開店。2016年11月閉店。2017年10月、名古屋市にうどん店「肉うどん さんすけ」を開業。
- 赤羽店（2代）（東京都北区） - 2012年1月開店。初代松戸店店主が開店。初代とは別の所在地。2017年4月閉店。
- 新橋店（2代）（東京都港区） - 2011年9月開店。2018年4月閉店。
- 新小金井街道店（東京都小金井市） - 2001年3月開店。2018年12月閉店。
- JR西口蒲田店（東京都大田区）（旧・鶴見店（横浜市鶴見区）[注釈 12]） - 1996年2月、鶴見店として開店。2013年3月より長期休業。2014年11月、移転しJR西口蒲田店として営業再開。2019年10月閉店。
- 桜台駅前店（東京都練馬区） - 2007年1月14日開店[58]。2025年3月2日閉店。

フーズ系（かつて1980〜90年代よりラーメン二郎 堀切・虎ノ門・新橋・神田・蒲田支店と名乗っていた店）は上述の通り此処に含まない